# Джагсамка
Джагсамка (тиб. ལྕགས་ཟམ།, Вайли: lcags zam, тиб. пиньинь: Cagsam) или Луди́н (кит. упр. 泸定, пиньинь Lúdìng, палл. Лудин) — уезд Гардзе-Тибетского автономного округа провинции Сычуань (КНР). Правление уезда размещается в посёлке Луцяо.

## История
При империи Цин в 1706 году был сооружён мост Лудин через реку Даду.
В 1912 году были образованы уезды Лудин и Хуалинь (化林县). В 1913 году уезд Хуалинь был присоединён к уезду Лудин.
28-29 мая 1935 года, во время Великого похода, у моста Лудин произошло крупное сражение между китайской Красной Армией и силами гоминьдановцев, в котором победителем оказалась Красная Армия.
В 1939 году была создана провинция Сикан и уезд вошёл в её состав.
В апреле 1950 года в составе провинции Сикан был образован Специальный район Кандин (康定专区), и уезд вошёл в его состав; в декабре 1950 года Специальный район Кандин был переименован в Тибетский автономный район провинции Сикан (西康省藏族自治区). В 1955 году провинция Сикан была расформирована, и район был передан в состав провинции Сычуань; так как в провинции Сычуань уже имелся Тибетский автономный район, то бывший Тибетский автономный район провинции Сикан сменил название на Гардзе-Тибетский автономный округ.

## Административное деление
Уезд делится на 4 посёлка и 8 волостей.

## Экономика
В конце 2024 года на реке Дадухэ был введён в эксплуатацию первый энергоблок гидроэлектростанции Хуанэн Инлянбао компании China Huaneng Group (её общая установленная мощность составляет 1,116 млн кВт).